# Psilota tectonae
Psilota tectonae är en tvåvingeart som beskrevs av de Meijere 1933. Psilota tectonae ingår i släktet sotblomflugor, och familjen blomflugor. Inga underarter finns listade i Catalogue of Life.